# 唐玉書
唐玉書（1974年10月9日—），女，資深媒體人，出生於台北市。父親為唐恩成，母親為周錦鳳(環保阿嬤金鳳姨)。
唐玉書曾任花蓮縣政府觀光處處長和雲朗觀光集團-花蓮翰品酒店總經理，目前專職寫作。並著有一本著作《誰說我的狼性不能帶點娘？！》。
現職為台灣神秘客服務稽核管理協會執行長（CSIM服務稽核管理師證照）、花蓮縣政府縣政顧問、花蓮觀光推展委員會委員、醒吾科技大學副教授、開南大學副教授、中華人事主管協會講師。此外，唐玉書亦興建個人網站"I Beauty Media"，介紹元宇宙中眾多Youtuber。

## 著作

### 人際關係
| 年度 | 書名                           | 出版社   | 國際書碼               | 備註 |
| 2022 | 《誰說我的狼性不能帶點娘？！》 | 時報出版 | ISBN 978-626-335-083-0 |      |

## 外部連結
- 書摘／她從女主播變總經理的驚人秘密曝光了　她是唐玉書（页面存档备份，存于）
- 20年換22份工作？唐玉書揭實戰經驗：挑戰自己、擴大舒適圈【CNEWS】 （页面存档备份，存于）
- I Beauty Media （页面存档备份，存于）
- 元宇宙名人錄 （页面存档备份，存于）
- 環保阿嬤金鳳姨 （页面存档备份，存于）